# Urgleptes physoderus
Urgleptes physoderus är en skalbaggsart som först beskrevs av Bates 1885. Urgleptes physoderus ingår i släktet Urgleptes och familjen långhorningar.
Artens utbredningsområde är:
- Guatemala.
- Honduras.
- Panama.

Inga underarter finns listade i Catalogue of Life.